# 陳蒼保
陳蒼保（英語：John Chen Cang-bao；1960年—；聖名：若望），是天主教中國籍地下教會主教，不被中國政府承認。現任河北省易縣宗座監牧區助理宗座監牧及熱河教區宗座署理。

## 生平
陳蒼保出生於1960年的中國。1943年，陳蒼保在26歲時晉鐸。
1997年3月19日，陳蒼保在37歲時由易縣宗座監牧地下教會主教師恩祥秘密晉牧，成為易縣宗座監牧區助理宗座監牧，後來獲得時任教宗若望保祿二世認可，但中國政府一直不承認。其後，陳蒼保主教獲任命為熱河教區宗座署理。
2015年1月易縣宗座監牧師恩祥主教去世後，時任教宗方濟各未有公開任命陳蒼保主教接替成為易縣宗座監牧。